# Horyn
Horyn eller Haryn (ukrainsk: Горинь ukrainsk udtale: [ɦoˈrɪnʲ] ; hviderussisk: Гарынь hviderussisk udtale: [ɣaˈrɨnʲ] ; polsk: Horyń) er en biflod til Pripjat, som løber gennem Ukraine og Hviderusland. Horyn er 659 km lang og har et afvandingsområde på 27.700 km2. Den har en maksimal bredde på 80 m og en maksimal dybde på 16 m. En vigtig biflod til Horyn er floden Slutj.
Horyn har sit udspring i Ternopil oblast i Ukraine, syd for byen Kremenets, beliggende nord for Ternopil Oblastens administrative centrum, Ternopil . Floden flyder derefter mod nord, hvor den danner s-formede formationer, gennem de ukrainske oblaster Khmelnytskyj og Rivne. Floden løber derefter mod nordøst ind i den hviderussiske voblast i Brest, hvor den til sidst løber ud i Pripjat.
Atomkraftværket Khmelnytskyi, der ligger i nærheden af byen Netisjyn, bruger vand fra Horyn til sine afkølingsprocesser.
Før floden blev opdæmmet, hvilket skabte forurening, blev den brugt til kunstvanding og fiskeri. En oprydningsindsats i september 1996 var et skridt mod flodens genopretning.
Ved floden ligger bl.a. byerne Izjaslav, Slavuta, Netisjyn, Ostroh, Dubrovytsja, Rechytsa og Stolin.

## Beskrivelse og geografi
Horyn er 659 km lang (inden for Ukraine - 577 km), er afvandingsområdet 27.700 km2. Flodens generelle fald er 218 m. Den gennemsnitlige hældning af floden er 0,33 ‰. Horyn kommer fra en kilde nordvest for landsbyen Volytsia. Generelt løber den fra sydvest mod nordøst og munder ud i Pripjat fra højre bred 412 km fra dens udmunding, 14 km neden for byen David-Gorodok, i en højde af 127 moh. 28 km fra udmundingen deler floden sig i to grene, hvoraf den vigtigste er højre; den venstre gren løber ind i Pripjat ved 417 km. Horyn-bassinet grænser mod vest til Sturo-bassinerne, mod øst til Uborti- og Svvi-bassinerne og mod syd til Dnjestr-bassinet.
Det meste af bassinets overflade er landbrugsområde; Skove dækker 1.950 km2 (18%) hovedsageligt i det nedre løb og består af fyrretræer med indslag af eg; I de øvre løb er løvskove (eg, avnbøg, ahorn, ask), bevaret langs skråningerne af floddale og bjælker. I de nedre løb er et betydeligt område optaget af lavtliggende rørsumpe og lavvandede moser, hvis samlede areal er 1.700 km2 (6%). Nogle steder er jorden dækket af engvegetation. Søerne i bassinet er meget små (0,1%).
I flodens øvre del er flodsletten vandfyldt, dækket mest af engmosevegetation, sjældnere med buske og enkelte træer. Der er sandede højdedrag og separate bakker, med en højde på 1 til 8 m. Ved skrænterne er den nederste del sumpet og er en våd eng. Jorden er mudret-sandet og leret, og i vådområder tørv.
Årligt i perioden med kildevands- og regnoversvømmelser oversvømmes flodsletten til en dybde på 0,5 til 3,3 m i 1-2 uger; I nogle områder er varer oversvømmelsen 1-3 måneder.

## Navigation
Under  den anden  polsk-litauiske realunions besættelse af Ukraines territorium, var den sejlbare Horyn kun sejlbar et par uger i foråret 1937-1938, det vil sige på mellemhøj vandstand. Floden blev officielt anset for at være egnet til sejlads fra mundingen til Dubrovitsa.
Under den sovjetiske besættelse var der et transportselskab Styr-Horynsky Flodtransport Administration, der i 1970-1980'erne tre havne: Lutsk, Zarichne og Dubrovitsia, hvor der arbejdede omkring 260-280 arbejdere og transporterede 300-350 tusinde laster om året. Denne organisation eksisterede indtil Sovjetunionens sammenbrud. På det tidspunkt transporteredes hovedsageligt basalt og murbrokker fra Klesiv-bruddet til Volyn-regionen. Transport blev udført ved hjælp af slæbebåde der trak 2-3 pramme.
Flere steder langs Horyn, var der færgeoverfarter med kabelfærger (nær landsbyerne Velyun og Vysotsk Dubrovitsky-distriktet). Her udsendte bugserbåden et akustisk signal, så at et færgekabel kunne sænkes til bunden af åen under passagen. På grund af at Gorin er en relativt ikke særlig bred flod, og at prammene ikke styres af slæbebåden, blev der sat en ballast til den sidste pram, dvs. "Dragoner", som blev trukket på bunden af Gorin. Selvfølgelig havde dette en negativ indvirkning på flodflora og fauna, især under gydning. Fra byen David-Gorodok til mundingen er floden sejlbar